# スリア州
スリア州（スリアしゅう、スペイン語: Estado Zulia、IPA: [esˈtaðo ˈsulja]）は、ベネズエラ北西部の州。州都はマラカイボである。
北西でコロンビアと接しグアヒーラ半島とペリハ山脈により隔てられている。
2019年6月30日時点で、6万3100平方キロメートルに431万1600人（推計）が暮らす。

## 隣接州
- ファルコン州
- ララ州
- トルヒージョ州
- メリダ州
- タチラ州
- ノルテ・デ・サンタンデール県
- セサール県
- ラ・グアヒーラ県

## 下位行政区
スリア州には21の自治体が存在する。

スリア州の自治体

1. アルミランテ・パディーリャ (Almirante Padilla)
2. バラルト (Baralt)
3. カビマス (Cabimas)
4. カタトゥムボ (Catatumbo)
5. コロン (Colón)
6. フランシスコ・ハヴィエル・プルガル (Francisco Javier Pulgar)
7. グラヒラ (Guajira)
8. ジーサス・エンリケ・ロッサダ (Jesús Enrique Lossada)
9. ジーサス・マリア・センプルン (Jesús María Semprún)
10. ラ・カニャダ・デ・ウルバネタ (La Cañada de Urdaneta)
11. ラグニリャス (Lagunillas)
12. マシケス・デ・ペリハ (Machiques de Perijá)
13. マラ (Mara)
14. マラカイボ (Maracaibo)
15. ミランダ (Miranda)
16. ロサリオ・デ・ペリハ (Rosario de Perijá)
17. サン・フランシスコ (San Francisco)
18. サンタ・リタ (Santa Rita)
19. シモン・ボリバル (Simón Bolívar)
20. スクレ (Sucre)
21. バルモア・ロドリゲス (Valmore Rodríguez)